# میان تپه
میان تپه در شهرستان ازنا، بخش مرکزی، دهستان پاچه لک غربی، ۶۵۰ متری جنوب روستای تمبک واقع شده و این اثر در تاریخ ۲۸ اسفند ۱۳۸۵ با شمارهٔ ثبت ۱۸۲۸۲ به‌عنوان یکی از آثار ملی ایران به ثبت رسیده است.